# Jérôme Thiriet
Jérôme Thiriet (* 4. Oktober 1982 in Basel) ist ein Schweizer Politiker (Grüne). Er gehört seit 2019 dem Grossen Rat des Kantons Basel-Stadt an.

## Ausbildung und Beruf
Jérôme Thiriet ist seit 2008 Geschäftsführer und seit 2014 zusätzlich Inhaber der KurierZentrale GmbH, eines Velokurierdiensts. In dieser Funktion beschäftigt er rund 100 Mitarbeitende. Nachdem er im Alter von 16 Jahren erstmals als Velokurier beschäftigt gewesen war, brach er 2001 das Gymnasium zugunsten des Berufseinstiegs ab. Er absolvierte eine kaufmännische Berufslehre und ist eidg. dipl. Betriebswirtschafter HF. Er gehört dem Verwaltungsrat der Quicksilver IT Services AG an.

## Politische Laufbahn
Thiriet rückte 2019 für den zurückgetretenen Daniel Spirgi in den Grossen Rat von Basel-Stadt nach. Er nahm zunächst Einsitz in der Geschäftsprüfungskommission und der Bildungs- und Kulturkommission. Seit 2021 gehört er der Wirtschafts- und Abgabekommission an. Im Dezember 2023 gab er seine Kandidatur für das Regierungspräsidium bekannt. Er bewarb sich damit um den mit der Wahl von Beat Jans in den Bundesrat freigewordenen Sitz.

## Mitgliedschaften und ehrenamtliches Engagement
Thiriet unterhält ein breites ehrenamtliches Engagement. So ist er Vorstandsmitglied des Vereins OFFCUT Basel und Mitglied des Stiftungsrats einer Musikschule. Er betreibt aktiv Fasnacht, spielt Fussball beim SC Rauchlachs, und ist engagierter Pfadfinder.

## Familie
Jérôme Thiriet ist der Sohn von Roger Thiriet und der Bruder von Maurice Thiriet.